# ふきだし公園

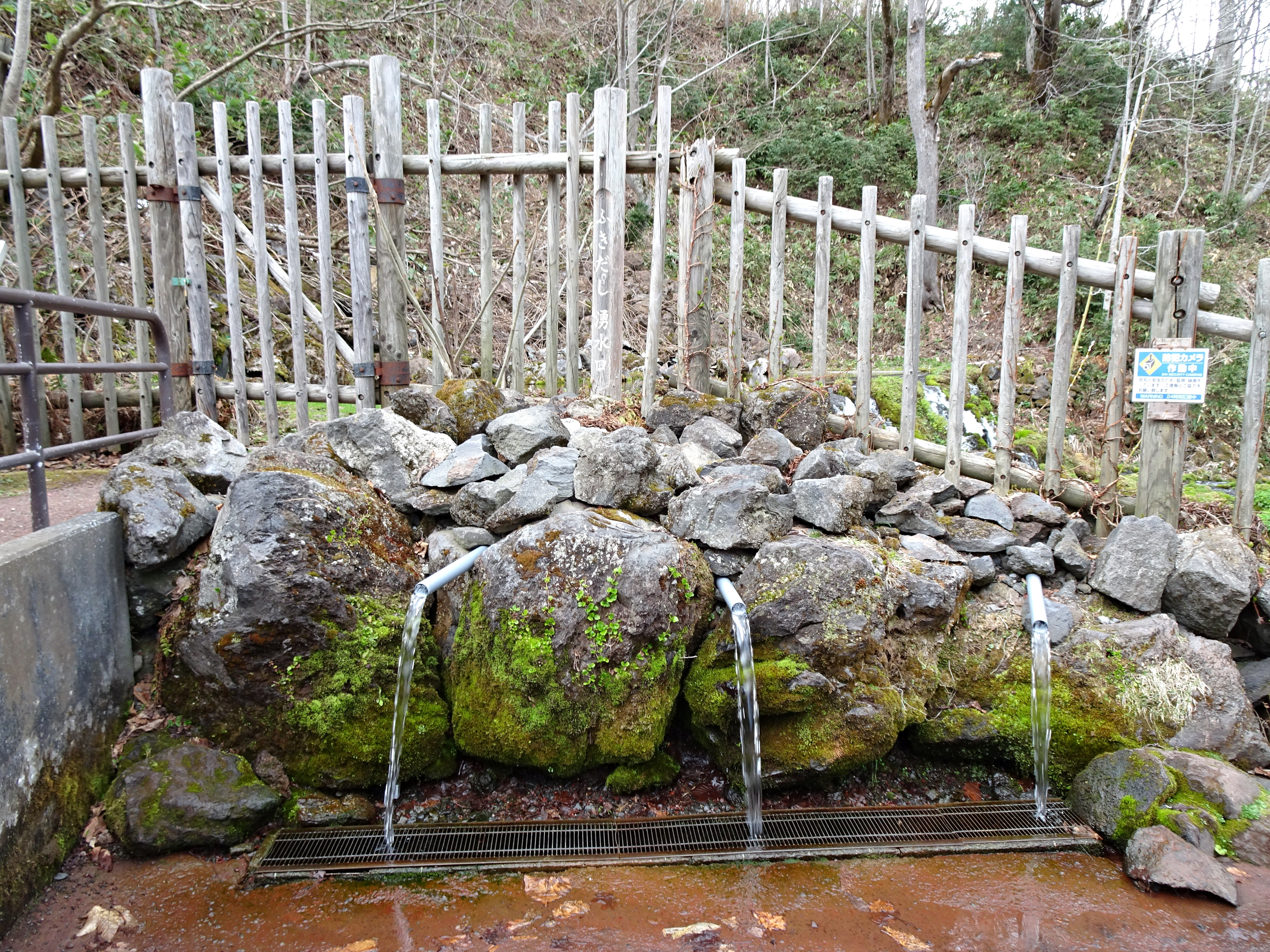
ふきだし湧水の採取スペース

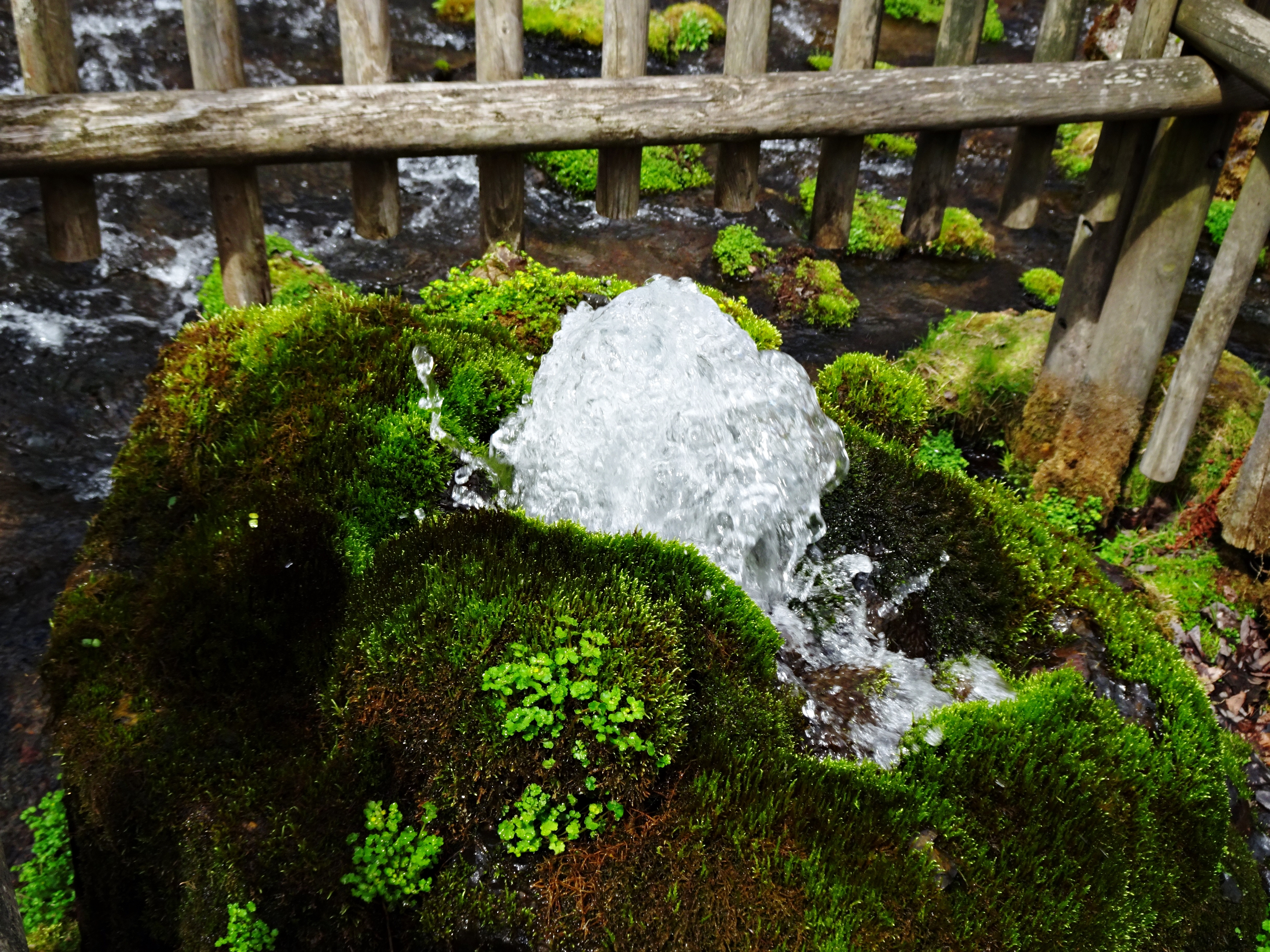
羊蹄の湧水

ふきだし公園（ふきだしこうえん）は、北海道虻田郡京極町字川西にある公園である。羊蹄山の伏流水が湧出する区画を公園として整備し、湧水の採取スペースが設置されている。

## 概要
1973年（昭和48年）3月30日、北海道より噴出し環境緑地保護地区 (5.72ha) として指定される。公園の湧水は、1985年（昭和60年）3月に環境庁（現・環境省）より「羊蹄のふきだし湧水」として名水百選の1つに選定された。1990年（平成2年）には、建設省（現・国土交通省）による手づくり郷土（ふるさと）賞にふきだし公園は「生活を支える自然の水」（30選）の1つとして選定され、2005年（平成17年）には同賞大賞を受賞した。
また、京極町は、1996年（平成8年）3月に国土庁（現・国土交通省）より「名水の里きょうごく」として 水の郷百選に選定されており、同町を代表する観光と水の資源として重要な役割を果たしている。
日量8万トンもの湧水は近隣自治体の水源から市販のミネラルウォーターまで幅広く用いられており、2001年（平成13年）10月に「京極のふきだし湧水」として北海道遺産にも選定されている。

## 近隣
- 道の駅名水の郷きょうごく
- 京極温泉

## 交通
- 自動車: 北海道道478号京極倶知安線道の駅名水の郷きょうごく
- 鉄道等: 函館本線倶知安駅

## 関連場所
- 羊蹄山の湧き水 - 京極町の湧水量には及ばないが真狩村にも羊蹄山の伏流水が湧出する場所があり、ここでも取水スペースが設置されミネラルウォーターなどが販売されている。

## 脚註
1. ↑  “自然環境保全地域等 - 環境緑地保護地区等一覧 (Excel)”.   北海道. 2013年10月20日閲覧。
2. ↑  “羊蹄のふきだし湧水”. 名水百選.  環境省. 2018年3月18日閲覧。
3. ↑   国土交通省 公共事業企画調整課. “手づくり郷土賞 年度別テーマ一覧”.   国土交通省. 2013年10月20日閲覧。
4. ↑  “生活を支える自然の水: ふきだし公園” (PDF). 手づくり郷土賞. p. 49. 2013年10月20日閲覧。
5. ↑  国土交通省 公共事業企画調整課. “手づくり郷土賞 都道府県別一覧: 北海道”.  国土交通省. 2022年2月26日閲覧。
6. ↑  名水の里　きょうごく - 水の郷百選
7. ↑  ふきだし公園（京極の噴き出し湧水） - 北海道遺産